# Ohod Club
L'Ohod Club, noto come Ohod, (in arabo: أحد لل) è una società calcistica saudita di Medina. Milita nella Prima Divisione, la seconda serie del campionato saudita di calcio.

## Palmarès

### Competizioni nazionali
- Campionato saudita di seconda divisione: 3

1980-1981, 1983-1984, 2003-2004

## Rosa 2024-2025
Rosa e numerazione aggiornate al 2 novembre 2024.
| N. |                           | Ruolo | Calciatore      |
| -- | ------------------------- | ----- | --------------- |
| 11 | Arabia Saudita (bandiera) | A     | Rakan Al-Hafdhi |
| 12 | Angola (bandiera)         | D     | Jonás Ramalho   |
| 13 | Arabia Saudita (bandiera) | D     | Badr Badi       |
| 22 | Arabia Saudita (bandiera) | P     | Abdo Al-Basisi  |
| 23 | Arabia Saudita (bandiera) | C     | Haron Eisa      |
| 28 | Arabia Saudita (bandiera) | D     | Jufain Al-Bishi |
| 29 | Arabia Saudita (bandiera) | C     | Fahad Hamad     |
| 45 | Arabia Saudita (bandiera) | D     | Ziad Al-Hunaiti |
| 75 | Tunisia (bandiera)        | D     | Aymen Belaïd    |
| 93 | Algeria (bandiera)        | C     | Haris Belkebla  |

| N. |                           | Ruolo | Calciatore           |
| -- | ------------------------- | ----- | -------------------- |
|    | Tunisia (bandiera)        | A     | Hichem Essifi        |
|    | Ghana (bandiera)          | D     | Jerry Akaminko       |
|    | Arabia Saudita (bandiera) | C     | Omar Al-Zayni        |
|    | Giordania (bandiera)      | C     | Baha' Abdel-Rahman   |
|    | Algeria (bandiera)        | D     | Abdelghani Demmou    |
|    | Tunisia (bandiera)        | D     | Houssem Eddine Sdiri |
|    | Algeria (bandiera)        | P     | Abderaouf Natèche    |
|    | Arabia Saudita (bandiera) | C     | Abdullah Al-Enazi    |
|    | Paesi Bassi (bandiera)    | C     | Youssef El Jebli     |
|    | Arabia Saudita (bandiera) | D     | Motaz Hawsawi        |